# Octobre 2008

## Faits marquants

### Mercredi1eroctobre 2008
Crise financière
- Italie : l'action de la banque Unicredit est suspendue pour baisse excessive. Intesa Sanpaolo subit le même sort. Silvio Berlusconi avertit qu'il « n'accepterait pas que les Italiens perdent leurs économies ».
- Royaume-Uni : Bradford & Bingley sera nationalisée. Bruxelles approuve le plan de sauvetage proposé par les Britanniques.

- Union européenne :
  - La Commission présente des mesures pour renforcer la surveillance des banques, notamment pour les groupes transfrontaliers.
  - José Manuel Durão Barroso appelle à « une coopération plus étroite » des gouvernements européens face à la crise financière.

Politique
- France : l’ancien ministre Gérard Larcher, membre de l’UMP, est élu président du Sénat par 173 voix contre 134 voix pour le socialiste Jean-Pierre Bel. Il devient alors le deuxième personnage de l'État dans l'ordre constitutionnel français.

Culture
- Canada : Le musicien Multi-instrumentiste Félix Hudon née dans la petite ville de La Tuque.

Économie
- Bourse de Paris : l'indice CAC 40 termine la séance à 4 054,54 points (+ 0,56 %).
- Taux de change : 1 $ = 1,408 1 €
- Brent : 95,99 $ (− 2,22 %)

### Dimanche5 octobre 2008
Monde
- Chine : à la suite du scandale du lait frelaté, les autorités ont annoncé qu’une nouvelle série de tests sur des produits laitiers n’avait révélé aucune trace de mélamine.
- Kirghizistan : un séisme de magnitude 6,3 et ayant un épicentre situé à 35 km de profondeur a été ressenti à 51 km au nord de Karakoul, au Tadjikistan, et à 57 km à l’est de Sary-Tach, au Kirghizistan.

Sports
- Hippisme : Zarkava remporte la 87e édition du Qatar Prix de l’Arc de Triomphe.
- Catch : No Mercy (2008)

### Lundi6 octobre 2008
Monde
- Élection présidentielle américaine : J−27, second duel John McCain - Barack Obama

Économie
- Bourse de Paris : l'indice CAC 40 termine la séance à 3 711,98 points (− 9,04 %).
- Bourse de Francfort : l'indice Dax (− 7,07 %).
- Bourse de Londres : l'indice Footsie-100 (− 7,85 %).
- Bourse de New York : l'indice Dow Jones termine la séance à 9 955,50 points (− 3,58 %).
- Bourse de Moscou : − 19,1 %
- Taux de change : 1 $ = 1,351 4 €

### Mardi7 octobre 2008
Crise financière
- Allemagne :
  - La chancelière Angela Merkel affirme que l'Allemagne est « forte et bien armée » pour faire face à la crise.
  - Le constructeur automobile Opel suspend la production de deux usines.
  - Georg Funke, le patron de l'Hypo Real Estate sauvée de la faillite par les pouvoirs publics, démissionne.
- Islande :
  - Nationalisation de Landsbanki, la deuxième banque du pays.
  - Un prêt de 500 millions d'euros est octroyé à la Kaupthing, la première banque du pays.
  - La banque centrale islandaise est aux abois et fait appel à la Russie à hauteur de 4 milliards d’euros pour défendre sa monnaie (131 couronnes = 1 €).
- Russie :
  - Le président Medvedev annonce une aide de 900 milliards de roubles (25 milliards d’euros) aux principales banques du pays.
  - Suspension des cotations des deux bourses moscovites.

Économie
- Bourse de Paris : l'indice CAC 40 termine la séance à 3 732,22 points (+ 0,55 %).
- Bourse de Francfort : l'indice Dax termine la séance à 5 326,63 points (− 1,12 %).
- Bourse de Londres : l'indice Footsie-100 termine la séance à 4 605,22 points (+ 0,35 %).
- Bourse de New York : l'indice Dow Jones termine la séance à 9 853,07 points (− 1,03 %).
- Bourse de Tokyo : l'indice Nikkei termine la séance à 10 155,90 points (− 3,03 %).

- Taux de change : 1 $ = 1,363 2 €
- Brent : 84,46 $ (+ 0,93 %)

### Mercredi8 octobre 2008
Crise financière
- Autriche : le chancelier Alfred Gusenbauer annonce que son pays assurera une garantie illimitée des dépôts bancaires.
- Hongrie : dans le sillage de l'Allemagne et de l'Autriche, le ministre des Finances hongrois, Janos Veresva, annonce que le pays va assurer la garantie illimitée des dépôts bancaires.
- Islande : la Banque centrale islandaise renonce à maintenir un taux de change fixe entre la couronne et l'euro pour tenter d’enrayer la dévaluation de sa monnaie.
- Japon : l'indice Nikkei de la Bourse de Tokyo a terminé la séance à 9 203,32 points (− 9,38 %), la pire chute enregistrée par le marché de Tokyo depuis le krach d’octobre 1987.
- Royaume-Uni : Annonce d’un plan de soutien au système bancaire du pays, avec injection de 200 milliards de livres (260 milliards d'euros) et une recapitalisation pouvant aller jusqu'à 50 milliards de livres, équivalent à une nationalisation partielle.
- Royaume-Uni : Gordon Brown veut un plan européen de financement des banques et « invite » les autres pays de l'UE à adopter un « plan européen de financement » du système bancaire.
- Entente de sept banques centrales mondiales (États-Unis, Europe, Royaume-Uni, Canada, Suède, Suisse, Chine) pour baisser leurs taux directeurs d’un demi-points.

Économie
- Bourse de Paris : l'indice CAC 40 termine la séance à 3 493,70 points (− 6,39 %).
- Bourse de Francfort : l'indice Dax termine la séance à 5 013,62 points (− 5,88 %).
- Bourse de Londres : l'indice Footsie-100 termine la séance à 4 366,69 points (− 5,18 %).

### Mardi14 octobre 2008
- Canada : Les conservateurs de Stephen Harper obtiennent un nouveau mandat minoritaire lors de l'élection fédérale ;

### Lundi27 octobre 2008
- Élection d'Horst Seehofer au poste de ministre-président de Bavière.
- Sortie du nouvel album d'Anastacia : Heavy Rotation
- Suisse : Mise en service de la ligne M2 du métro de Lausanne.